# Alfred Tauber
Alfred Tauber (Bratislava, 5 de novembro de 1866 — Theresienstadt, 26 de julho de 1942) foi um matemático austríaco.
Nasceu em Bratislava e foi morto no campo de concentração de Theresienstadt. Em 1897 provou uma alternativa do teorema de Abel. Godfrey Harold Hardy e John Edensor Littlewood criaram o termo teoremas abeliano e tauberiano.

## Publicações
- Tauber, A. (1897). «Ein Satz aus der Theorie der unendlichen Reihen». Monatsh. Math. U. Phys. 8: 273–277. doi:10.1007/BF01696278